# 酒石酸氢钾
酒石酸氢钾（化学式：KC4H5O6）是酒石酸钾的酸式盐。通常为无色至白色斜方晶系结晶性粉末，在水中的溶解度随温度而变化，不溶于乙醇、乙酸，易溶于无机酸；是酿葡萄酒时的副产品，食品工业称作塔塔粉，用作添加剂、膨松剂，也用作还原剂和缓冲试剂。

## 应用

### 食品工业
在食品工业中，塔塔粉用于：
- 稳定蛋清，提高蛋清的耐热性和体积；
- 防止糖浆结晶；
- 减少蔬菜在煮熟过程中的变色；
- 常与小苏打混合，用于制作泡打粉的配方；
- 常用于用氯化钾作为无钠盐替代品的组合中；
- 姜饼屋糖衣。[2]

类似的酸式盐酸式焦磷酸钠，可与塔塔粉混合，因为他们有当作泡打粉的相同功能。

### 家庭使用
酒石酸氢钾可与白醋混合成糊状，当酸性清洁剂使用。与此不同的是，很多人错误地把白醋和碳酸氢钠（小苏打粉）混合，这样的错误做法会让醋和小苏打起中和反应，最终生成二氧化碳和乙酸钠而丧失清洁力。
通常酒石酸氢钾也是彩色塑泥的主要成分。

### 化学
根据美国国家标准与技术研究所相关指导，酒石酸氢钾，作为pH缓冲系统的主要参考标准。在水里放入过量的盐，25°C下的饱和溶液pH值在3.557。
在溶解於水之後，酒石酸氫鉀會離解成為酒石酸、酒石酸鹽離子和鉀離子。因此，其飽和溶液具有標準pH緩衝溶液的特性。在作為標準溶液使用之前，建議先在22 °C（72 °F）到28 °C（82 °F）之間傾析。
碳酸鉀可通過點燃塔塔粉產生的草木灰來提取。這個過程現在已經過時，但也比燃燒木材或其他植物的灰燼可以產生更高純度的“鉀肥”。